# Naturschutzgebiet Hangmoor Damerbruch
Koordinaten: 51° 24′ 14″ N, 6° 13′ 54″ O
Das Naturschutzgebiet Hangmoor Damerbruch liegt auf dem Gebiet der Stadt Straelen im Kreis Kleve in Nordrhein-Westfalen.
Das aus zwei Teilflächen bestehende Gebiet erstreckt sich südwestlich der Kernstadt Straelen. Am nordwestlichen Rand des Gebietes verläuft die B 58 und am südwestlichen Rand die Staatsgrenze zu den Niederlanden. Östlich verläuft die Landesstraße L 2 und südlich die A 40. Südöstlich erstreckt sich das 613,1 ha große Naturschutzgebiet Heronger Buschberge, Wankumer Heide.

## Bedeutung
Das rund 75 ha große Gebiet ist seit 1988 unter der Kenn-Nummer KLE-021 als Naturschutzgebiet ausgewiesen.